# Synagris spinosuscula
Synagris spinosuscula är en stekelart som först beskrevs av Henri Saussure 1852.  Synagris spinosuscula ingår i släktet Synagris och familjen Eumenidae. Inga underarter finns listade i Catalogue of Life.